# 4th「いきまっしょい!」
『4th「いきまっしょい!」』（フォース いきまっしょい!）はモーニング娘。の4枚目のアルバム。

## 内容
- 4期メンバー（石川梨華、吉澤ひとみ、辻希美、加護亜依）の4人にとっては、加入後初のオリジナルアルバムであり、5期メンバー（高橋愛、紺野あさ美、小川麻琴、新垣里沙）の4人にとっては、加入後初のアルバム。
- シングル曲は生音主体だが、アルバムの新曲は打ち込み主体の楽曲が多くなっている。
- 2019年4月1日にはタワーレコード限定販売としてアナログ盤がリリースされた[2]。

## 収録曲
※本項に記述されている曲順はCDアルバム版のもの
全作詞・作曲：つんく
1. ザ☆ピ〜ス! (Complete Version) 
編曲：ダンス☆マン　ホーンアレンジ：川松久芳
12thシングルのアルバムバージョン。シングルバージョンよりエンディングが長い。
2. いいことある記念の瞬間
編曲：ダンス☆マン
3. Mr.Moonlight 〜愛のビッグバンド〜 (Long Version) 
編曲：鈴木俊介　ホーンアレンジ：小林正弘
13thシングルのロングバージョン。
曲冒頭に約3分間のCDドラマが追加され、当時市井紗耶香 in CUBIC-CROSSのメンバーだったたいせー（現在のたいせい）がガードマン役で出演している。
4. 初めてのロックコンサート
歌：飯田圭織、保田圭、矢口真里、後藤真希、辻希美、小川麻琴。
編曲：AKIRA
5. 男友達
編曲：鈴木俊介
安倍なつみのソロ。5期メンバーがコーラスを担当。
6. そうだ! We're ALIVE
編曲：ダンス☆マン
14thシングル。
7. でっかい宇宙に愛がある (Album Version) 
編曲：鈴木俊介
12thシングルカップリングのアルバムバージョン。
ラストのサビの回数がシングルバージョンより少なくなり、演奏時間も短縮されている。
8. いきまっしょい!
編曲：小西貴雄
このアルバムのタイトルになった1曲。
9. 電車の二人
歌：安倍なつみ、石川梨華、吉澤ひとみ、加護亜依、高橋愛、紺野あさ美、新垣里沙。
編曲：前嶋康明
10. 本気で熱いテーマソング
編曲：ダンス☆マン　ホーンアレンジ：川松久芳
11. 好きな先輩
編曲：高橋諭一
5期メンバーの4名による楽曲。
12. 恋愛レボリューション21 (13人 Version) 
編曲：ダンス☆マン
11thシングルのアルバムバージョン。中澤裕子のパートを5期のメンバーが歌唱。
13. なんにも言わずに I LOVE YOU
編曲：小西貴雄
後に石川梨華らによる美勇伝がラストシングルとしてカバーした。

## 参加メンバー
- 1期：飯田圭織、安倍なつみ
- 2期：保田圭、矢口真里
- 3期：後藤真希
- 4期：石川梨華、吉澤ひとみ、辻希美、加護亜依
- 5期：高橋愛、紺野あさ美、小川麻琴、新垣里沙

## 参加ミュージシャン
- 桑野信義：トランペット
- 渡部チェル：キーボード
- 稲葉貴子：コーラス

- ロングバージョン プロローグ(3)
  - 鈴木俊介 - ギター&プログラミング
  - 村山達哉 - ビオラ
  - 徳永友美 - バイオリン
  - 山本拓夫 - クラリネット&サックス
  - 橋本慎 - 追加プログラミング
  - たいせー - ガードマン
  - つんく - MC

## 楽譜
やさしく弾けるピアノソロ モーニング娘。　4th「いきまっしょい!」（ドレミ楽譜出版社、2002年4月30日） ISBN 4-8108-5363-2